# 柳瘤大蚜
柳瘤大蚜为大蚜科瘤大蚜屬下的一个种。